# Ina Bornkessel-Schlesewsky
Ina Bornkessel-Schlesewsky (geb. Ina Bornkessel; * 18. September 1979 in Berlin) ist eine deutsche Neurolinguistin. 

## Leben
Ina Bornkessel hat ihre Kindheit in Tasmanien verbracht. 2002 wurde sie mit der Arbeit The Argument Dependency Model: A neurocognitive approach to incremental interpretation an der Universität Potsdam promoviert. Bornkessel-Schlesewsky war seit 2005 Leiterin der Forschungsgruppe Neurotypologie am Max-Planck-Institut für Kognitions- und Neurowissenschaften in Leipzig. Von 2009 bis 2015 war sie Universitätsprofessorin für Neurolinguistik am Institut für Germanistische Sprachwissenschaft der Philipps-Universität Marburg. Seit 2015 ist sie Professorin für Cognitive Neuroscience und Programmdirektorin für Cognitive Neuroscience an der University of South Australia in Adelaide.
Sie wurde 2002 mit dem Dieter-Rampacher-Preis der Max-Planck-Gesellschaft für den jüngsten Promovenden des Jahres ausgezeichnet. Zugleich war sie mit 22 Jahren die bisher jüngste Doktorandin sowohl an der Universität Potsdam als auch in den Instituten der Max-Planck-Gesellschaft. 2006 wurde sie zu den 100 Köpfen von morgen gezählt, die Teil der Kampagne Deutschland – Land der Ideen der Bundesregierung war. Ebenfalls 2006 wurde sie vom Stifterverband für die Deutsche Wissenschaft und der Zeitschrift Bild der Wissenschaft in die Elf der Wissenschaft aufgenommen. 2009 erhielt sie den Heinz Maier-Leibnitz-Preis der Deutschen Forschungsgemeinschaft.

## Schriften (Auswahl)
- Bickel B, Witzlack-Makarevich A, Choudhary KK, Schlesewsky M, Bornkessel-Schlesewsky I (2015): The Neurophysiology of Language Processing Shapes the Evolution of Grammar: Evidence from Case Marking. PLoS ONE 10(8): e0132819. https://doi.org/10.1371/journal.pone.0132819.
- Bornkessel-Schlesewsky, I., Schlesewsky, M., Small, S. L., & Rauschecker, J. P. (2015): Neurobiological roots of language in primate audition: common computational properties. Trends in cognitive sciences, 19(3), 142-150.